# إدي دين
إدي دين (بالإنجليزية: Eddie Dean) هو موسيقي ومغن ومؤلف ومغني وممثل أمريكي، ولد في 9 يوليو 1907 بتكساس في الولايات المتحدة، وتوفي في 4 مارس 1999 بلوس أنجلوس في الولايات المتحدة بسبب نفاخ رئوي.

## وصلات خارجية
- إدي دين على موقع IMDb (الإنجليزية)
- إدي دين على موقع ميوزك برينز (الإنجليزية)
- إدي دين على موقع أول موفي (الإنجليزية)
- إدي دين على موقع قاعدة بيانات الأفلام السويدية (السويدية)
- إدي دين على موقع أول ميوزيك (الإنجليزية)
- إدي دين على موقع ديسكوغز (الإنجليزية)
- إدي دين على موقع قاعدة بيانات الفيلم (الإنجليزية)